# ألكالا دي مونكايو
بلدية ألكالا دي مونكايو (بالإسبانية: Alcalá de Moncayo) هي بلدية تقع في مقاطعة سرقسطة التابعة لمنطقة أراغون شمال شرق إسبانيا.

## الديموغرافيا
بلغ عدد سكان بلدية ألكالا دي مونكايو 205 نسمة عام 2011 (وفقاً للمعهد الوطني الإسباني للإحصاء).
| 162 | 147 | 134 | 139 | 157 | 155 | 205 |